# Tornare a galla
Tornare a galla (Surfacing) è un romanzo gotico della scrittrice canadese Margaret Atwood, pubblicato nel 1972.
Il romanzo, il secondo pubblicato dall'Autrice, stato definito dalla stessa scrittrice "non tanto una storia poliziesca, quanto piuttosto una storia di fantasmi", sul genere di Il giro di vite dello scrittore Henry James.
L'opera ha avuto due trasposizioni cinematografiche dal titolo omonimo (Surfacing): nel 1979 il film diretto dal regista canadese Claude Jutra, mai distribuito nelle sale, e nel 1984 il film del regista australiano Michael Rubbo.

## Trama
(Margaret Atwood Tornare a galla)
La narratrice si reca con il suo fidanzato, Joe, e una coppia di amici, David e Anna, in una remota isola in un lago del Quebec dove lei aveva trascorso la sua infanzia. Lo scopo del viaggio è di ritrovare il padre della donna, scomparso misteriosamente.
Il viaggio rappresenta un'opportunità per Joe e David, di girare alcune riprese per un film sperimentale dal titolo  Campioni sparsi. Giunti nella cittadina sulla riva del lago, la narratrice si reca da un vecchio amico del padre, Paul, per ottenere notizie del genitore ma l'uomo non fornisce indizi utili. Il gruppo si fa accompagnare in barca sull'isolotto; i quattro si insediano nella casa dello scomparso, trovandola deserta, e iniziano alcune svogliate ricerche dell'uomo. La narratrice rinviene tra gli oggetti del padre, alcuni disegni raffiguranti graffiti e numeri dal significato ignoto. La donna inizia a sospettare che il padre soffra di disturbi mentali.
Durante la permanenza sull'isola quella che sembrava una solida relazione tra David ed Anna si rivela essere un rapporto tossico fatto di prevaricazioni dell'uomo nei confronti della moglie e di tradimenti; anche la relazione tra Joe e la narratrice si rompe. La donna realizza che i disegni del padre rappresentano degi antichi graffiti rinvenuti sull'isola ed esplora l'isola e i suoi fondali per trovarli. Durante un'immersione ha una visione di quello che sembra essere il cadavere di un bambino e ricollega l'esperienza all'aborto avuto anni prima. La sua sanità mentale inizia a vacillare proprio quando la polizia, giunta presso l'isola, avvisa di aver trovato il corpo del padre. David tenta di sedurre la narratrice che lo respinge per poi unirsi a Joe. Dopo un rapporto con questi la donna si convince di essere rimasta incinta; sempre più scollegata dalla realtà distrugge la pellicola del film di Joe e di David, fugge e si nasconde sull'isola vivendo come una selvaggia fino a quando gli amici non abbandonano le ricerche e lasciano l'isola. La donna è convinta che entità ancestrali la stiano possedendo e trasformando, che il padre non sia morto ma si sia mutato a sua volta in qualcosa di bestiale. Joe non si arrende e quando torna sull'isola per cercarla, la narratrice lo osserva da lontano e realizza di fidarsi di lui e, forse, di amarlo ancora.

## Edizioni
- (EN) Surfacing, Toronto, McClelland and Stewart, 1972, ISBN 0-7710-0822-8.
- Tornare a galla, traduzione di Fausta Libardi, Milano, Serra & Riva Editori, 1988, 0029612-9.
- Tornare a galla, traduzione di Fausta Libardi, Milano, Baldini & Castoldi, 2000, ISBN 978-88-808-9988-4.
- Tornare a galla, traduzione di Fausta Libardi, I Tascabili, Milano, Baldini & Castoldi, 2007, ISBN 978-88-607-3161-6.
- Tornare a galla, traduzione di Fausta Libardi, Scrittori, n. 102, Milano, Ponte alle Grazie, 2020, ISBN 978-88-3331-380-1.